# Nhóm ngôn ngữ Đại Tây Dương-Congo
Nhóm ngôn ngữ Đại Tây Dương-Congo là một bộ phận chính, cốt lõi của ngữ hệ Niger-Congo của Châu Phi, đặc trưng bởi hệ thống lớp danh từ điển hình. Chúng bao gồm hầu hết ngôn ngữ của ngữ hệ Niger-Congo trừ các nhóm Mande, Dogon, Ijo và các ngôn ngữ Katla và Rashad (trước đây được phân loại thuộc nhóm ngôn ngữ Kordofan).
Trong hộp thông tin ở bên phải, các ngôn ngữ có vẻ khác biệt nhất được đặt ở trên cùng. Nhánh Đại Tây Dương trước đây đã bị chia tách thành nhóm Senegambia, Mel và các ngôn ngữ tách biệt hơn: Sua, Gola và Limba. Nhóm ngôn ngữ Volta-Congo còn nguyên vẹn ngoài Senufo và Kru.
Ngoài ra, Güldemann (2018) cũng liệt kê tiếng Nalu và Rio Nunez là các ngôn ngữ không phân loại trong ngữ hệ Niger-Congo.
Một vài ngôn ngữ mà ta đang thiếu thông tin (như tiếng Bayot và tiếng Bung) có thể sẽ trở thành những nhánh riêng trong tương lai.